# Article 67 de la Constitution belge
L'article 67 de la Constitution belge fait partie du titre III Des pouvoirs. Il traite de la composition du Sénat.
Il date du 7 février 1831 et était à l'origine — sous l'ancienne numérotation — l'article 53 paragraphe premier. Il a été révisé en 1893, en 1920, lors de la quatrième réforme de l'État, le 10 juin 2004 et le 25 février 2010.

## Texte
« § 1er. Sans préjudice de l'article 72, le Sénat se compose de septante et un sénateurs, dont : 
 1° vingt-cinq sénateurs élus conformément à l'article 61, par le collège électoral néerlandais; 
 2° quinze sénateurs élus conformément à l'article 1, par le collège électoral français; 
 3° dix sénateurs désignés par le Parlement de la Communauté flamande, dénommé Parlement flamand, en son sein; 
 4° dix sénateurs désignés par le Parlement de la Communauté française en son sein; 
 5° un sénateur désigné par le Parlement de la Communauté germanophone en son sein; 
 6° six sénateurs désignés par les sénateurs visés aux 1° et 3°; 
 7° quatre sénateurs désignés par les sénateurs visés au 2° et 4°. 
 Lors du renouvellement intégral de leur Parlement qui ne coïncide pas avec le renouvellement du Sénat, les sénateurs visés à l'alinéa 1er, 3° et 5°, qui ne siègent plus dans leur Parlement, conservent leur mandat de sénateur jusqu'à l'ouverture de la première session qui suit le renouvellement de leur Parlement. 
 
 § 2. Au moins un des sénateurs visés au § 1er, 1°, 3° et 6°, est domicilié, le jour de son élection, dans la région bilingue de Bruxelles-Capitale. 
 Au moins six des sénateurs visés au § 1er, 2°, 4° et 7° sont domiciliés, le jour de leur élection, dans la région bilingue de Bruxelles-Capitale. Si quatre au moins des sénateurs visés au § 1er, 2°, ne sont pas domiciliés, le jour de leur élection, dans la région bilingue de Bruxelles-Capitale, au moins deux des sénateurs visés au § 1er, 4°, doivent être domiciliés, le jour de leur élection, dans la région bilinque de Bruxelles-Capitale. »

## Collèges électoraux
La Belgique est divisée en deux collèges électoraux : le collège néerlandais qui reprend les circonscriptions de langue néerlandaise plus les sénateurs élus dans la circonscription de Bruxelles-Hal-Vilvorde qui se sont déclarés néerlandophones, et le collège français qui reprend les circonscriptions de langue française plus les sénateurs élus dans la circonscription de Bruxelles-Hal-Vilvorde qui se sont déclarés francophones.

## Catégories de sénateurs
Il y a plusieurs catégories de sénateurs : les sénateurs élus directement, les sénateurs de communautés (désignés au sein des Parlements communautaires) et les sénateurs cooptés (choisis par les deux catégories précédentes). À la suite de la sixième réforme de l'État, les sénateurs de droit (les enfants du Roi) ont été supprimés. 